# Christoph Hellwig Papendieck
Christoph Hellwig Papendieck (* 25. November 1839 in Bremen; † 17. November 1891 in Territet bei Montreux in der Schweiz) war einer der einflussreichsten Kaufleute der Gründerjahre in Bremen.

## Biografie
Papendieck war der Sohn eines Kaufmanns. Er lernte in der Tabakfirma Holler & Grote, in der er 1863 Teilhaber wurde und deren Alleininhaber er ab 1875 war und die Firma in Chr. Papendieck & Co. umbenannt wurde.
Er hatte großen Einfluss in allen Belangen des Handels der Hansestadt, so als Befürworter der Weserkorrektion, als Vorsitzender des Vereins der Reeder des Unterwesergebiets, als Aufsichtsratsvorsitzender der Deutschen Dampfschifffahrtsgesellschaft „Hansa“, als Gründungsmitglied der Bremer Schleppschiffahrtsgesellschaft und der Jute-Spinnerei und Weberei Bremen. 1890 wurde er Vorsitzender des Ausstellungskomitees der Nordwestdeutschen Gewerbe- und Industrieausstellung. 1875 bis 1889 sowie 1891 war er Mitglied der Bremer Handelskammer, 1882 sogar ihr Präses. Ab 1879 war er Vorsitzender des Verwaltungsrats der Sparkasse Bremen. Darüber hinaus war er viele Jahre im Vorstand des Bürgerparkvereins tätig.
Von 1868 bis zu seinem Tod war Papendieck Mitglied der Bremer Bürgerschaft. 1890 kandidierte er für den Reichstag, unterlag jedoch dem sozialdemokratischen Kandidaten.

## Ehrungen
- Er erhielt 1890 wegen der „Förderung von Handel und Gewerbe im Rahmen der Nordwestdeutschen Gewerbe- und Industrieausstellung“ die achte Bremische Ehrenmedaille in Gold.
- Die Papendieckstraße in Bremen-Schwachhausen wurde nach ihm benannt.